# X21
次世代Unit X21（日语：／ Jisedai Yunitto Ekkusu-nijūichi，官方表記方式為「X21」，簡稱X21）是一個已解散的日本女子偶像團體，所屬藝能事務所為奧斯卡傳播。
X21的成員由平均年齡14歲的小學、初中和高中生组成，而團體全部成員均是從由其所屬藝能事務所奧斯卡傳播所舉辦的「第13屆全日本國民美少女比賽」的102,564名參賽者中選出，並於2013年1月28日在東京舉行出道見面會。
由於X21出道的時期已經屬於「偶像戰國時代」（アイドル戦国時代），團體在加入演藝圈後將會與AKB48、桃色幸運草Z以及「老行家」早安少女組。等多個已有並已經取得一定成功的同類團體展開競爭，因此X21的事務所在出道前一年半，即2012年9月已經開始要求團體成員每週接受一連串唱歌、跳舞、演技等訓練，成員更需為預備到日本國外發展而學習英語、中文以及韓語多種語言，事務所也安排了X21在出道後涉足影視圈。
X21於2018年11月30日解散。

## 名稱由來
X21所屬的奧斯卡事務所副社長石川薫曾經表示，團名中的「X」代表「未知的事物」、「未知数」、「未來」和「不能予測的力量」，象徵X21是個充滿未知可能性的次世代團體。

## 歷史
團體的成立最早可以追溯到在2012年所舉辦的一個選美比賽「第13屆全日本國民美少女比賽」。「全日本國民美少女比賽」自1987年開始舉辦，由日本著名藝能事務所奧斯卡傳播所舉辦，主辦委員會將選出被認為擁有日本女性正統的「美」，而且能夠將這個概念體現出來的年輕女性。米倉涼子、上戶彩和剛力彩芽等藝人都是從這個選拔開始演藝之路。在2012年所舉辦的「第13屆全日本國民美少女比賽」中，15歲的吉本實憂以及13歲的小澤奈奈花成為優勝者，並被奧斯卡事務所安排與其他19名在決賽落選的人組成偶像團體「X21」。成員在9月開始接受各種訓練。2013年，團體首次出席正式活動，21人在1月28日於東京舉行出道見面會。隨後，奧斯卡事務所開始為團體安排不同的媒體露面機會，包括製作屬於團體自己的冠名電視節目《GO！奧斯卡！X21》、讓成員出演電視劇和在電台主持節目等。同年5月26日，X21在青山螺旋大廈會堂舉行了首個迷你演唱會，並允許觀眾免費觀賞。X21在之後也分別在永旺百貨公司、新宿區的演播室和明治大學等地開演，以提升知名度。
踏入2014年，X21在組成後的1年多發行首張單曲《畢業往明日》，正式主流媒體出道，並在發賣翌日於被稱為「偶像聖地」的池袋陽光噴水廣場舉行紀念活動，12名選拔成員在約1000名觀眾面前演唱了包括單曲A面曲以內的三首歌曲。單曲首週銷量為5957張，名列Oricon週榜第15名。X21預定在同年的5至8月出席多個不同的偶像節，包括一年一度的「Tokyo Idol Festival 2014」，並在6月推出第二張單曲《戀愛之夏！》（恋する夏！）。

### 年表
2012年
- 8月21日結果公佈，優勝者為吉本實憂以及小澤奈奈花[7]。
- 9月，團體組成，成員開始接受訓練[3]。

2013年
- 1月28日，在東京舉行出道見面會[3]。
- 4月5日，團體首個冠名電視節目《GO！奧斯卡！X21（日语：GO!オスカル!X21）》開始在朝日電視台播放。
- 5月26日，在青山舉行首個迷你演唱會[8][9]。
- 7月26日和8月3日，分別在AEON越谷店和土浦店舉行迷你演唱會[8]。
- 10月27日，在東京新宿區STUDIO ALTA舉行第三次單獨迷你演唱會[14]。
- 11月1日，在明治大學參與「明大祭」[15]。
- 12月1日，在STUDIO ALTA舉行聖誕演唱會[16]。

2014年
- 3月19日，經avex trax發行首張單曲《畢業往明日》，正式出道[1]。
- 4月19日，出演大型音樂活動「GirlsAward 2014 SPRING/SUMMER」[17]。
- 5月2日，出演台場「東京偶像節2014 九十二前夜祭」（東京アイドルフェスティバル2014 九十二前夜祭）[12]。
- 6月25日，發行第二張單曲《戀愛之夏！》[13]。
- 8月2至3日，出演一年一度的「Tokyo Idol Festival 2014」[12]。

## 成員
團體的隊長由「2013年美腿大賽」冠軍，28歲的吉本實憂擔任。
| 姓名          | 讀音 | 出生日期       | 出身地               | 官方網誌                                                          |
| ------------- | ---- | -------------- | -------------------- | ----------------------------------------------------------------- |
| 若山綾乃 （） |      | 1997年11月7日  | 澳洲昆士蘭州黃金海岸 | AYANO'S ROOM! （页面存档备份，存于）                              |
| 山﨑紗彩      |      | 1999年10月7日  | 日本東京都           | saaya yamasaki （页面存档备份，存于）                             |
| 松田莉奈      |      | 1999年5月2日   | 日本福岡縣           | Heart Rina Rina Diary （页面存档备份，存于）                      |
| 吉本實憂      |      | 1996年12月28日 | 日本福岡縣           | http://beamie.jp/t/miyu_yoshimoto.html （页面存档备份，存于）     |
| 籠谷櫻 （籠谷さくら）   |      | 1999年8月22日  | 日本兵庫縣           | http://beamie.jp/t/sakura_komoriya.html （页面存档备份，存于）    |
| 田中珠里      |      | 1998年12月14日 | 日本京都府           | http://beamie.jp/t/shuri_tanaka.html （页面存档备份，存于）       |
| 瀬羅美咲      |      | 1999年5月12日  | 日本大阪府           | http://beamie.jp/t/misaki_sera.html （页面存档备份，存于）        |
| 長尾真實      |      | 1998年10月8日  | 日本兵庫縣           | http://beamie.jp/t/mami_nagao.html （页面存档备份，存于）         |
| 井頭愛海      |      | 2001年3月15日  | 日本大阪府           | Manami Igashira （页面存档备份，存于）                            |
| 尾碕真花      |      | 2000年12月2日  | 日本高知縣           | http://beamie.jp/t/ichika_osaki.html （页面存档备份，存于）       |
| 白鳥羽純      |      | 1999年3月10日  | 日本神奈川縣         | http://beamie.jp/t/hasumi_shiratori.html （页面存档备份，存于）   |
| 上水口萌乃香  |      | 1999年5月16日  | 日本東京都           | http://beamie.jp/t/honoka_kaminaguchi.html （页面存档备份，存于） |
| 佐川實優      |      | 1997年11月27日 | 日本大阪府           | MIYU'S EVERY DAY （页面存档备份，存于）                           |
| 山木小春 （山木コハル） |      | 1998年9月19日  | 日本東京都           | Koharu's Diary （页面存档备份，存于）                             |
| 末永真唯      |      | 1998年6月23日  | 日本神奈川縣         | MaiのMaiにち日記 （页面存档备份，存于）                           |
| 細井友里加    |      | 1998年1月28日  | 日本神奈川縣         | http://beamie.jp/t/yurika_hosoi.html （页面存档备份，存于）       |
| 高橋瑠奈 （高橋るな） |      | 1997年12月21日 | 澳洲昆士蘭州黃金海岸 | Luna （页面存档备份，存于）                                       |
| 小澤奈奈花    |      | 1999年5月27日  | 日本新潟縣           | http://beamie.jp/t/nanaka_ozawa.html （页面存档备份，存于）       |

### 前成員
| 姓名       | 讀音 | 出生日期       | 出身地     | 畢業日期      | 官方網誌                                                        |
| ---------- | ---- | -------------- | ---------- | ------------- | --------------------------------------------------------------- |
| 西川美咲   |      | 1994年9月14日  | 日本大阪府 | 2014年3月31日 | http://beamie.jp/t/misaki_nishikawa.html （页面存档备份，存于） |
| 大西亞玖璃 |      | 1997年5月2日   | 日本愛知縣 | 2017年4月16日 | http://beamie.jp/t/aguri_ohnishi.html （页面存档备份，存于）    |
| 泉川實穗   |      | 1998年11月20日 | 日本愛知縣 | 2017年4月16日 | Happy Smile （页面存档备份，存于）                              |

## 唱片
據奧斯卡事務所所述，為了保持每張唱片的質素以及提高成員的個人意識，X21所推出的唱片與其他偶像團體不同，每張單曲並不會允許所有21名成員參與製作，而是透過「選拔面試」的方式，要求每一位成員在一個由30名奧斯卡事務所人員所組成的「選拔委員會」前進行1分30秒的個人表演，並選出表現較佳的成員參與唱片的錄製和宣傳。團體在2014年發行的出道單曲《畢業往明日》中就只有12名成員獲得參與資格。

### 單曲
| #         | 發售日         | 曲名       | Oricon週榜 最高排名 | 首週（初動）銷量 | 發售形態                                                                     | 商品編號                                                        |           |
| avex trax | avex trax      | avex trax  | avex trax           | avex trax        | avex trax                                                                    | avex trax                                                       | avex trax |
| --------- | -------------- | ---------- | ------------------- | ---------------- | ---------------------------------------------------------------------------- | --------------------------------------------------------------- | --------- |
| 1         | 2014年03月19日 | 畢業往明日 | 15                  | 5,957張          | CD+DVD盤 CD盤 CD+PHOTOBOOK盤 活動會場限定CD盤                                | AVCD-48946/B AVCD-48947 AVCD-48945 AVCI-48948                   |           |
| 2         | 2014年06月25日 | 戀愛之夏！ | 9                   | 7,152張          | CD+DVD盤 CD盤 CD+PHOTO BOOK盤 Picture Label CD盤                             | AVCD-83000/B AVCD-83002 AVCD-83001 AVCI-83003                   |           |
| 3         | 2014年09月24日 | happy APP  | 11                  | 7,859張          | CD盤 CD＋DVD盤 CD盤 CD+Music Card                                            | AVCD-83050 AVCD-83051/B AVCD-83052 AVC1-83053 AQZ1-76662        |           |
| 4         | 2014年12月03日 | X禮物      | 21                  | －               | CD+DVD盤 CD盤 mu-mo shop 活動会場限定盤 mu-mo shop&活動会場限定盤 Music Card | AVCD-83150/B AVCD-83151 AVC1-83152 AVC1-83153-65 AVQZ-76794-806 |           |

## 演出

### 綜藝節目
冠名節目
- GO！奧斯卡！X21（日语：GO!オスカル!X21）（2013年4月5日－、朝日電視台）

嘉賓演出
- 智能手機POLICE（日语：スマホPOLICE）（2013年4月11日－12日、朝日電視台）
- 青木隆治的娛樂圈和LIVE（青木隆治のエンタメまるっとLIVE）（2013年7月25日、NOTTV）
- TOKYO IDOL FESTIVAL（日语：TOKYO IDOL FESTIVAL） 2013（2013年9月24日、富士電視台）

### 廣播節目
- X21 吉本實憂的凌晨1時灰姑娘（日语：原幹恵 ゆる☆ふわ）（2013年4月－9月、文化放送）吉本、泉川、籠谷、末永
- X21 吉本實憂的凌晨2時灰姑娘（2013年10月－2014年3月、文化放送）吉本、泉川、籠谷、末永
- X21 吉本實憂的凌晨4時灰姑娘（2014年4月－、文化放送）吉本、泉川、籠谷、末永
- X21 吉本實憂 Colorful Box（X21 吉本実憂 カラフルボックス）（2014年4月－、文化放送）吉本、泉川、籠谷、末永
- X21 吉本實憂和井頭愛海之美少女X2（2013年4月－、日本放送）吉本、井頭

### 特別活動
- X21 1st event （2013年5月26日、東京青山）
- X21 AEON event （2013年7月26日：越谷店、8月3日：土浦店）
- TOKYO IDOL FESTIVAL（2013年7月27日、28日：台場）

## 外部連結
- X21官方網站 （页面存档备份，存于）
- avex trax 官方介紹頁 （页面存档备份，存于）
- X21官方歌迷俱樂部
- 朝日電視台：冠名節目「Go！奧斯卡！X21」官方網站 （页面存档备份，存于）

- X21官方Ameblo網誌 （页面存档备份，存于）
- X21官方mixi網誌 （页面存档备份，存于）
- X21官方GREE網誌 （页面存档备份，存于）
- X21官方livedoor網誌 （页面存档备份，存于）